# Église méthodiste (Canada)
L'Église méthodiste est une Église protestante canadienne ayant existé de 1884 à 1925. Elle est issue de l'union, en 1884, des quatre Églises méthodistes alors établies au pays. Du moment de sa création jusqu'à la première décennie du XXe siècle, elle est la plus importante dénomination protestante du Canada. En 1925, elle fusionne avec trois autres Églises issues de la Réforme pour former l'Église unie du Canada. 

## Histoire
L'Église méthodiste (Canada) est fondée en 1884 par l'union de quatre Églises méthodistes : l'Église méthodiste du Canada, l'Église chrétienne de la Bible, l'Église méthodiste primitive au Canada et l'Église méthodiste épiscopale au Canada. Lors du processus de fusion, le sujet de l'organisation ecclésiale divise les différentes institutions. En effet, les trois premières Églises ont à leur tête un président élu annuellement tandis que l'Église méthodiste épiscopale est dirigée par des évêques élus pour un mandat à vie. Finalement, il est accepté que la future Église méthodiste (Canada) soit dirigée par des évêques élus à vie, mais que ceux-ci soient plutôt nommés surintendants généraux. 